# オイラト
オイラト（モンゴル語: Ойрад Oirad、カルムイク語: Өөрд、中国語：瓦剌、衛拉特）は、モンゴル高原の西部から新疆の北部にかけて居住するモンゴル系民族。

## 概要
オイラト人と呼ばれる人々は、15世紀から18世紀にモンゴルと並ぶモンゴル高原の有力部族連合であった、オイラト族連合に属した諸部族の民族である。彼らは近代中華人民共和国、モンゴル国の一部になった後、モンゴル民族の一員とみなされている。ロシア連邦ではカルムイク人と呼ばれ、独立した民族とされている。現在の人口はおよそ20万人から30万人。
内モンゴルなどで使われるモンゴル文字よりも明確に音をしめすトドノムという文字を持っている。新疆ウイグル自治区のオイラートについては1970年代のNHKのシルクロード取材班が短い報告をなしている。それよりも新しい日本語での文献も無いではない。トルファン市内とカシュガル市を繋ぐ南疆線が通りその駅もあるバルゴンタイ・巴論台の街にオイラート・モンゴル人の民族中学校やバザールがありモンゴル人の賑わいがあった。バルゴンタイの東の遊牧民の村オリアスタイ・ツァガーン牧場・前進牧場と、そのまた東のシャルガンゴル大隊・夏尓溝村に、1986年の夏に非合法取材をかけた日本人のルポが、1990年の朝日ジャーナルノンフィクションコンテストの佳作に入ったが、ワープロ本として少部数のみ古書で流通している。

## 歴史

### モンゴル帝国時代

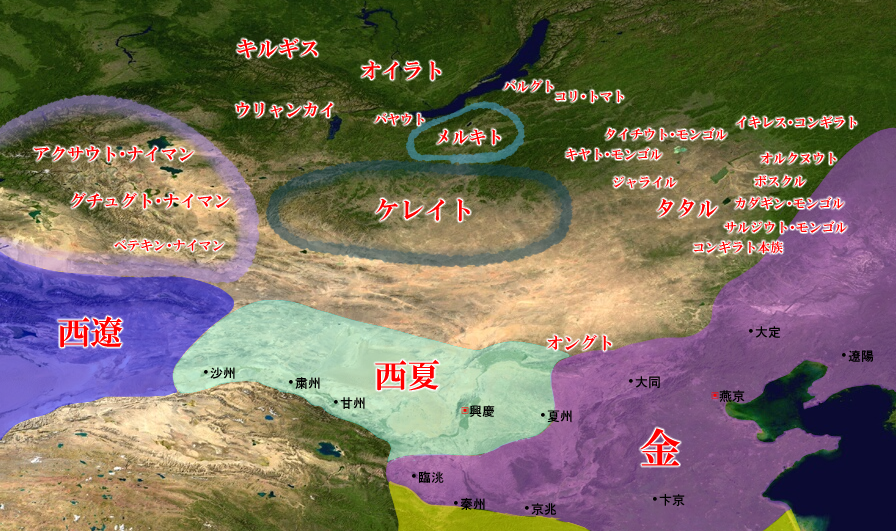
12世紀のモンゴル高原の諸部族

オイラトは、モンゴル帝国以前の12世紀にバイカル湖西部のアンガラ川からイェニセイ川に掛けての地域、現在のモンゴル国西部のフブスグルからトゥヴァ共和国の地にかけて居住していた部族集団で、元来はテュルク系であったと伝わる。『元朝秘史』、『元史』では斡亦剌などと書かれ、『集史』などのペルシア語資料では اويرات Ūyrāt と書かれている。のちに瓦剌部と呼ばれる。
13世紀初頭、オイラト部族集団の首長のひとりとしてクドカ・ベキの名が知られている。『元朝秘史』によると1200年頃に一時アルチ・タタル氏族、グチュウト・ナイマン氏族、メルキト部族などの諸部族の盟主（グル・カン）となったモンゴル部ジャダラン氏のジャムカが、ケレイト部のオン・カン、同じモンゴル部のキヤト・ボルジギン氏のカンのテムジン（後のチンギス・カン）の連合軍に敗れたコイテンの戦いにおいて、ジャムカ勢の先鋒としてクドカ・ベキも参加している。その後、ナイマン、キルギズなどの周辺諸勢力が征服されたことから、1208年夏にクチュルクおよびメルキト部族連合の盟主トクトア・ベキらの追撃にイルティシュ川周辺に親征してきたチンギス・カンに、自ら赴いて帰順した。この時、彼はチンギスよりオイラト部族4個万戸隊の長に任命され自治権を安堵された。『元朝秘史』に見える Tümen Oyirad 「オイラト万戸」というのがそれで、のちの「オイラト四万戸」（Dörben Oyirad）と呼ばれる契機となったと考えられている。併せてこの時の帰順によって、クドカ・ベキの一門はチンギス家の皇女の降嫁を受けて駙馬（キュレゲン）家、つまりチンギス家の婿・姻族となり、モンゴル帝国の有力部族集団となった。クドカ・ベキはジョチに従って「森の民」（ホイン・イルゲン）と呼ばれるブリヤト、キルギズ、コリ・トマトなどシベリア南部の狩猟民の征服に協力し、さらにクチュルク、トクトア・ベキの連合軍を撃破してトクトアを戦死させている。その後もチンギスの諸子や孫たちと皇女の降嫁や婿などを交換し、各地の遠征には子息たちも従軍するなどモンゴル帝国の中枢で活躍している。

#### 姻族クドカ・ベキ家の発展
オイラト族のクドカ・ベキ家は、13世紀を通じてコンギラト部族などと並ぶ、チンギス・カン家の主要な姻族となった民族である。クドカ・ベキ自身はその後、トルイの右翼軍の幕僚となったが、イナルチとトレルチという2人の息子がおり、その妻としてチンギス・カンは、イナルチにはバトゥの姉妹コルイ・エゲチを与え、トレルチにはボルテとの間に儲けた第2皇女チチェゲンを降嫁させている。モンゴル帝国の最後のイラン総督であったアルグン・アカも、クドカ・ベキ家ではないがオイラト部族の出身であった。
トレルチの娘たちはチンギス家との姻戚が特に多く、最初トルイに嫁ぎ、後にモンケの第1正妃となったオグルトトミシュ皇后（グユクの妃オグルガイミシュとは別人）やフレグの第4正妃オルジェイ・ハトゥン、ジョチ・ウルスのバトゥの次男トクカンに嫁ぎモンケ・テムル、トデ・モンケの生母となったクチュ・ハトゥンがいる。またチチェゲンとの娘には、チャガタイの嫡孫カラ・フレグに嫁ぎムバーラク・シャーを産んで、一時チャガタイ家の監国となったオルクナ・ハトゥンや、アリクブケの第1正妃イルチガミシュ、フレグの第2正妃グユク・ハトゥンが知られている。
フレグの一族でも、コンギラト部族と並んでオイラト王家との姻戚関係が強かったことでも知られている。例えば、特に上記のクドカ・ベキの嫡子トレルチ・キュレゲンとチンギスの第2皇女チチェゲンとの娘グユク・ハトゥンは、後にフレグの第2正妃となっている。チチェゲンは他にブカ・テムルなどを儲けているが、このブカ・テムルはフレグに従って妃となった姉妹たちとともに万戸隊（テュメン）を率いて西方遠征に参加しており、その姉妹オルジェイがアバカの正妃となり、アバカの兄弟ジョムクル、テクシらはブカ・テムルの娘を娶っている。また、イルハン朝のオルジェイトゥの第4正妃であるハージー・ハトゥンも、バイドゥ・ハンの筆頭部将であったオイラト部族のチチャク・キュレゲンの娘で、アブー・サイードの母となった人物である。
クトカ・ベキの後裔を中心とするオイラト部族の将軍たちは、チンギス家の姻族として帝国の各地に移住し、イルハン朝下のイランで活躍した者も現れたが、原住地のモンゴル高原ではふるわなかった。モンゴル高原のオイラト部族は上述のようにチンギス・カンの四男トルイの末子アリクブケの一族と姻戚関係を結んでいたが、1264年にアリクブケが兄クビライとの帝位争いに敗れたため、アリクブケ一門が政治的にふるわなくなり、オイラト部族もその影響を受けたものとみられる。

### オイラト部族連合の形成

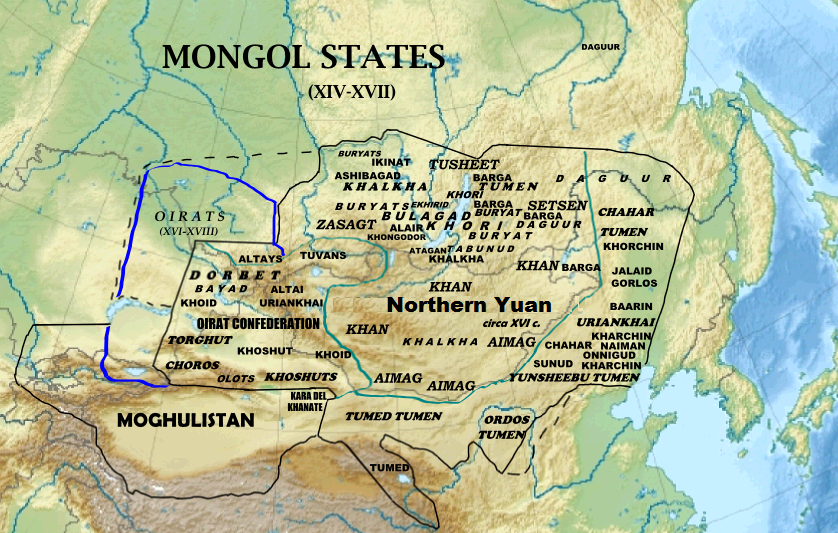
四オイラトの位置

14世紀後半以降、モンゴル帝国が解体してゆく過程で、アリクブケの後裔イェスデルが、クビライ家正統継承者である北元のトグス・テムル・ハーンを殺害してハーン位を奪取する事件が起こり、14世紀末から15世紀前半にかけて、モンゴル高原では西部の諸部族、中でもアリクブケ一門支持派の基幹部族であるオイラトの力が高まった。
15世紀初頭には、オイラト部族長マフムードが、高原でもっとも有力な勢力となっていたアスト部族のアルクタイを明の永楽帝が攻撃するのに協力、一躍高原最大の勢力に拡大した。永楽帝は次いで、オイラトの覇権を阻もうと1414年に親征を断行しマフムードを討ったので、オイラトは衰退を余儀なくされるなど、オイラトのマフムードとアストのアルクタイは、永楽帝の介入を巻き込んでモンゴル高原を左右する争いを続けた。
この騒乱の結果、モンゴルはハーンが次々に改廃され、部族集団が陣営を集合離散する大混乱が起こり、部族の再編が進んだ。こうして形成されたのが四十モンゴル（ドチン・モンゴル、韃靼）と四オイラト（ドルベン・オイラト、瓦剌）と呼ばれる二大部族連合であり、オイラト集団はケレイト、ナイマン、バルグトなどを含む部族連合集団に変容した。

### エセンの覇権

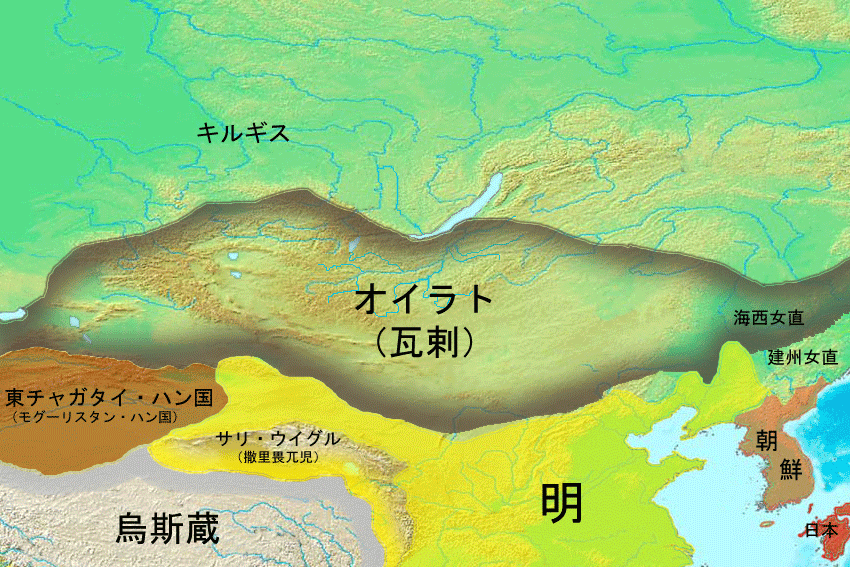
エセン・ハーン時の最大版図。

永楽帝の死により明の圧力が弱まったあと、勢力を拡大したマフムードの子トゴンは1434年にアルクタイを滅ぼし、ハーンを自らの傀儡に擁立して四十モンゴルを従えた。トゴンおよびその子エセンは西ではモグーリスタン・ハン国やウズベクといった遊牧国家と戦って勢力を拡大し、モンゴル高原のほとんどすべての部族を制するに至った。
トゴンが没すると、エセンはトグス・テムルの横死以来50年ぶりに訪れた統一を背景に、明に対する侵攻を開始し、1449年に迎撃してきた正統帝の親征軍を撃破して、正統帝を捕虜にした（土木の変）。この戦果は、明側が正統帝の弟景泰帝を即位させて徹底抗戦の構えを見せたため、エセンに十分な利益をもたらさなかったが、これに力を得たエセンは1453年に傀儡のハーンを滅ぼして自らハーンに即位した。
しかし、チンギス・カンの子孫ではないエセンの即位にはモンゴルの間ではきわめて不敬とみられて評判が悪く（チンギス統原理）、また同輩中の第一人者であったエセンが君主として君臨しようとしたことは、オイラト部族連合内の諸部族長が募らせていた不満を爆発させた。エセンは即位からわずか1年ばかりのちの1454年に殺害され、オイラトの覇権は挫折した。この混乱により、モンゴルの王族・貴族の数多くが殺害され、生き残ったのはわずかにオイラト部族の母を持つ数人の王子だけという状況となり、モンゴル高原の混乱はさらに続いた。

### エセン没落後のオイラト

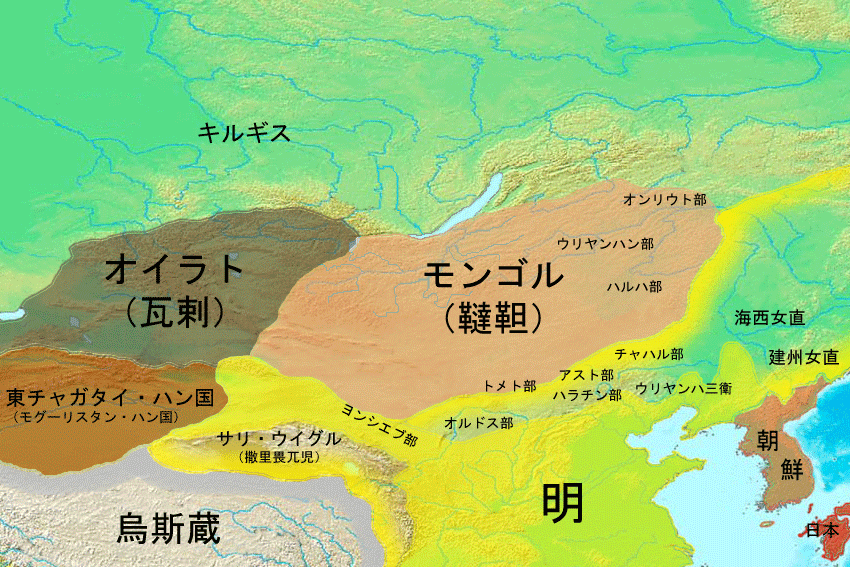
15世紀の東アジア諸国と北方諸民族。

エセンの死後、オイラトは勢力を大幅に後退させた。それでも幾人かの有力な首長はモンゴルのハーン位争いに介入し、オルドスなどモンゴル高原の西部を制する勢力を誇った。
しかし、1487年にダヤン・ハーンが即位するとモンゴルの再編統一が行われ、オイラトの勢力はダヤン・ハーンの子孫によって次第に西に追いやられた。16世紀半ばにはダヤン・ハーンの孫アルタン・ハーンに敗北し、世紀の後半にはダヤン・ハーンの別の系統の子孫であるハルハ部のアルタン・ハーン（Altan Khan of Khalkha）たちに服属することを余儀なくされた。
やがて、モンゴルではダヤン・ハーンの後裔たちの間で分割相続が進み、1623年になって四オイラト連合軍がハルハ部のアルタン・ハーン、ウバシ・ホンタイジを殺害してモンゴル全体を統一する権力が消滅した結果、オイラトはモンゴルより独立を果たした。しかしオイラトの内部では、やはり同じころ部族間の力関係が変化し、内紛が絶えず起こっていた。1632年、ケレイトのオン・ハンの後裔を称するオイラトのホー・ウルロク太師らが率いるトルグートと呼ばれる有力部族は内紛を避けて西方のヤイク川（現ウラル川）流域に移動し、1634年にヴォルガ川下流域のノガイ・オルダに侵攻してノガイ人を追放し、カルムイク・ハン国（1630年 - 1771年）を建国して移住した。彼らの後裔が現在のカルムイク共和国に住むカルムイク人である。
同じころ、満州に勃興した後金が内モンゴルの諸部族を服属させ、1636年に国号を大清と改めた。これに対して、清の脅威にさらされた外モンゴルのハルハとオイラトの各部は同盟を結び、1640年に「オイラト・モンゴル法典」を制定して部族間関係を調整、ハルハとオイラトの抗争はやんだ。
この時代のオイラト人の間では、モンゴルとは別個の集団としての自意識の形成が進み、モンゴル文字をオイラト方言を記しやすいように改良したトド文字が考案されたりした。

### グーシ・ハーンのチベット征服
17世紀のオイラトは、モンゴル高原の西部からアルタイ山脈を経て東トルキスタン北部のジュンガリアにかけての草原地帯に割拠し、ホシュート部族が有力となっていた。
1630年頃の内紛の後、ホシュート部の首長となっていたグーシ・ハーン（トゥルバイフ）は、帰依していたダライ・ラマの宗派ゲルク派がチベットにおいて政治的に危機に陥っているのを救うという名目で、1636年にオイラト軍を率いて出動、1637年初頭、チベット東北部のアムド（現青海省）を制圧、その後ラサに上ってダライ・ラマ5世より「シャジンバリクチ・ノミン・ハン、テンジン・チューキ・ギャルポ」の称号を授かった。オイラト各部の首長たちはチンギス・カンの子孫ではなかったためハーンになることができず、従来は全オイラトを統べる実力者であってもタイシ（中国語の太師）などの称号を名乗っていたが、グーシ・ハーン以後、時代ごとに、オイラトの有力指導者の一人にダライ・ラマがハーン号と印章を授けるという手続きを経て、ハーンを名乗ることができる慣例が生じた。
グーシ・ハーンは1638年より1639年にかけ、傍系の兄弟たち、オイラト各部の首長家の傍系者らをその配下とともに呼び寄せ、彼らを率いて残るチベット各地の征服に乗り出した。グーシ・ハーンの軍は1642年までにチベットの大部分を制圧、ホシュート本領は兄の子で正統継承者のオチルト・ハーンに譲り、チベットにおいてグシ・ハン王朝を樹立した。グーシ・ハーン率いるオイラト軍はアムドを主としてチベット各地に配置されたが、彼らのうちアムドに居住する者たちがのちに青海モンゴル族と呼ばれるようになった。また、一部のオイラト部民はラサ北方100キロ付近のダム地方に移り住み、グーシ・ハーン王家に仕える直属部隊となったが、これらの人々の後裔がチベットのオイラト人として現在も続いている。

### ジュンガル帝国

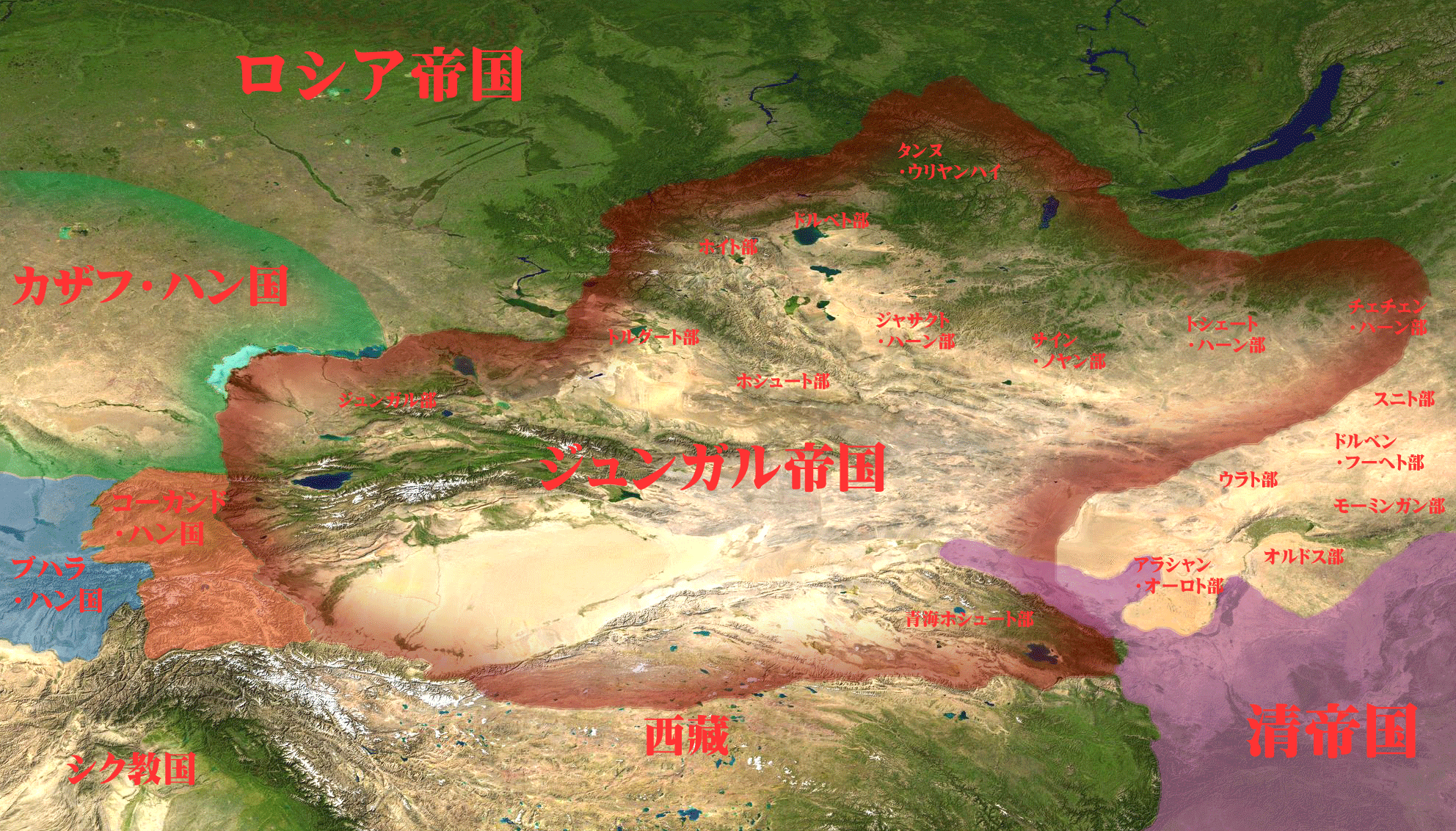
ジュンガル帝国（ガルダン・ハーン時）の最大版図。

グシ・ハーンは、援軍としてチベット遠征に従っていたオイラトのジューンガル部（ジュンガル）の首長ホトゴチンに自身の娘を娶わせてバートル・ホンタイジの称号を与え、ジュンガリアのオイラト本国に帰国させてその支配を委ねた。バートル・ホンタイジの死後、ジュンガリアでは再び部族間の内紛が再燃し、1672年にはバートル・ホンタイジの子センゲが内紛により殺害された。センゲの弟で、チベットのダライ・ラマ5世のもとで仏門に入っていたガルダンは、その報を受けるとチベットからジュンガリアに帰還し、還俗してジュンガル部族長となった。そしてガルダンは、オチルト・ハーンをはじめとするオイラト内のライバルたちを次々に屈服させ、全オイラトの支配権を握る有力な支配者に成長した。
ダライ・ラマ5世は、かつての弟子でもあるガルダンに強い支持を与え、ガルダンはそれに応え、チベット仏教の守護者として、イスラム教勢力やゲルク派に反抗する勢力との戦いに明け暮れ、東トルキスタン全域からモンゴル高原の西部にいたる大遊牧帝国を築きあげた。
さらにガルダンは、モンゴルのハルハ部族の内紛に介入し、モンゴル高原中部に攻め入ったが、ハルハの反ガルダン勢力は雪崩を打って内モンゴルに逃れ、清の康熙帝に服属したため、モンゴル高原の支配権をめぐってオイラトと清朝の全面戦争となった。ガルダンは遊牧兵力の機動力を生かしてよく抗戦したが、偶発的に康熙帝の親征軍に遭遇して敗れ、逃走した。このときジュンガリアのオイラト本国においてガルダンの甥ツェワンラブタンが叔父に反旗を翻して自立し、補給を断たれたガルダンは逃走中に死亡した。この抗争の結果、ハルハは内モンゴル諸部と同様に清に服属し、オイラトは清に朝貢することになったが、ツェワンラブタン以下歴代のジュンガル部族長たちはガルダンの地盤を引き継いでオイラトを支配し続け、チベットや青海をめぐって時に清と対立した。
その結果、ジュンガルに対する不信感を強めた清は、1723年から1724年にかけてチベット、1754年から1755年にかけてジュンガリアに出兵、グシ・ハン王朝とジュンガル帝国をともに征服・解体し、その領土と部族民を清朝の支配体制に組み込んだ。
さらに1760年にはイリ川渓谷にあったジュンガル帝国本領の故地で反清反乱が勃発するが、乾隆帝はこれに激しい弾圧をもって応え、清軍の持ち込んだ天然痘の流行もあってイリ川渓谷にいたジュンガル部族はほとんど絶滅した。現在イリ川渓谷に住んでいるのは、その後清が入植させたカザフ人や満州軍人たちの子孫である。

### 清朝以降のオイラト

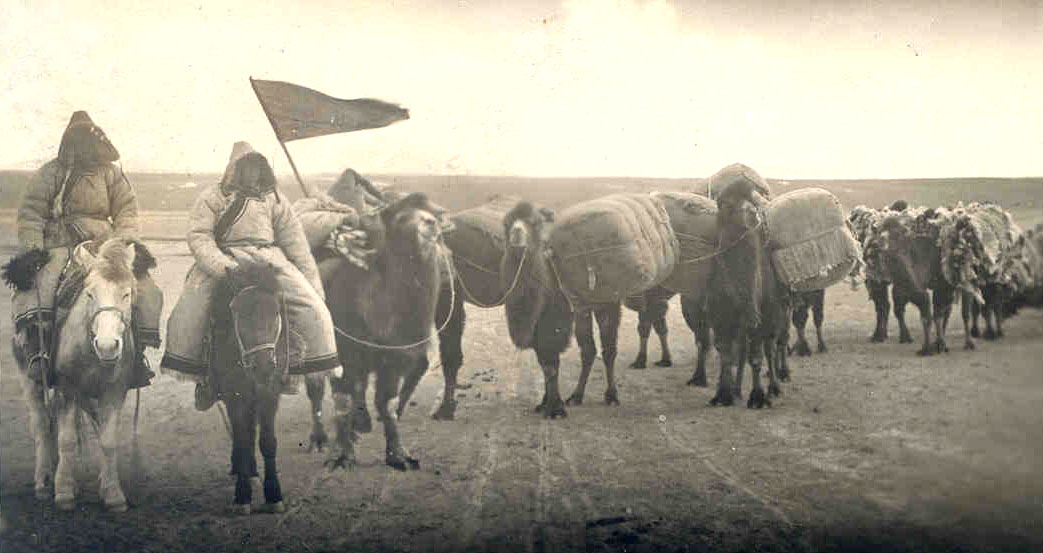
オイラトのキャラバン（20世紀）

清は征服したオイラトを満州語でオーロトと呼び、モンゴル諸部と同じく盟旗制度によって編成し、各部族長に爵位を与えて貴族として遇するとともに自治を認めた。清朝治下のオイラトは、モンゴル高原西部のホブド地区に30旗、イリ将軍管轄下のジュンガリアに17旗、青海辦事大臣管轄下の青海地方（チベット・アムド地方）に30旗があった。また、中央チベットのオイラト人は、1717年にグシ・ハーン王朝が断絶して後は、カンチェンネー、ポラネーらチベットの権力者の属下に入り、1751年、清朝がポラネーの後継者ギュルメナムギャルを「清朝に対する反乱」を企てた廉で謀殺した際、駐蔵大臣の管轄下に移されて8旗に編成された。
清が崩壊し、モンゴル国がボグド・ハーンのもとに独立を宣言すると、ホブド地区のオイラト諸部はモンゴル政府に従い、モンゴル国に編入された。モンゴル国はアルタイ山脈方面のオイラトをも併合しようと軍を派遣したが、中国によって阻まれ、この地方は新疆省を経て新疆ウイグル自治区に編入された。
中央チベットのオイラト人は、清朝が滅亡するとチベット政府の統治に接収され、清朝軍の残党をラサから駆逐するのに功績のあったセラ寺の寺領となった。彼らはチベット社会への同化が進み、1950年の段階で、人口は20,000人弱、オイラト語はいくつかの単語を操れる程度となっていた。
ヴォルガ川流域にいたトルグート部（en:Kalmyk Khanate）は、18世紀に入るとロシア帝国による圧迫に苦しみ、イリ川渓谷がジュンガルの消滅によって空き地となったことを知って、指導者ウバシ・ハーンは故郷への帰還を決意した。このとき、ヴォルガ川の西岸にいたトルグート部民はヴォルガ川が凍結しておらず渡ることができなかったためにヴォルガ地方に取り残され、そのままロシア帝国統治下に組み入れられた。彼らカルムイク人はソビエト連邦のもとでカルムイク共和国を形成し、現在に至っている。
モンゴル国がモンゴル人民共和国となると、オイラト人たちは西モンゴル人と位置づけられ、多数部族であるハルハに対する少数部族として扱われたが、文化的にはハルハ・モンゴル人への同化が急速に進んだ。
一方、新疆のオイラト人は、民族的に圧倒的に少数派であり、周辺の漢民族、ウイグル人、カザフ人などとの混交が進んでいる。中華人民共和国においては蒙古族として識別され、内モンゴルのモンゴル人と同一民族として扱われた。その後、文化的自覚を強める中で新疆においてもトド文字にかわってモンゴル文字が使われるなど、内モンゴルのモンゴル人との民族意識の一体化が進み、様々な外因で西モンゴル人かオイラトモンゴルという用語で呼ぶようになっている。それらは、オイラト族の文化、習慣に大きな変容を与えている。

## オイラト部クドカ・ベキ王家
- クドカ・ベキ（Quduqa Beki ＞忽都合別乞/hūdōuhébiéqǐ,قوتوق بیكی/qūtūqa bīkī）…オイラト部の統治者で、チンギス・カンに降る
  - イナルチ（Inalči ＞亦納勒赤/yìnàlèchì,اینالجی/īnāljī）…ジョチの娘のコルイ・エゲチを娶る
    - ウルド（Uldu ＞اولدو/ūldū）
      - ニグベイ（Nigübei ＞نیكبی/nīkbei）
      - アク・テムル（Aq Temür ＞اقو تیمور/āqū tīmūr）

  - トレルチ・キュレゲン（Törelči ＞脱劣勒赤/tuōlièlèchì,تورالجی كوركان/tūrāljī kūrkān）…チンギス・カンの娘のチチェゲンを娶る
    - ブカ・テムル（Buqa Temür ＞بوكا تیمور/būqā tīmūr）
      - チョバン・キュレゲン（Čoban ＞جوبان كوركان/jūban kūrkān）…アリクブケの娘のノムガンを娶る
      - チャキル・キュレゲン（Čakir ＞جاقر كوركان/jāqir kūrkān）…フレグの娘のモングルゲンを娶る
        - タラカイ・キュレゲン（Taraqai ＞ترقای كوركان/taraqāī kūrkān）…父のチャキルの死後、フレグの娘のモングルゲンをレビラト婚で娶った

      - ノルン・カトン（Nölün qatun ＞نولون خاتون/nūlūn khātūn）…フレグの子のジョムクルに嫁ぐ

    - ブルトア・キュレゲン（Burto'a ＞بورتوا/būrtūā）…名称は不明だが、チンギス・カン家の女性を娶る
    - バルス・ブカ・キュレゲン（Bars buqa ＞بارس بوقا/bārs būqā）…トルイの娘のエルテムルを娶る
      - ベクレミシュ・キュレゲン（Beklemiš ＞別吉里迷失/biéjílǐmíshī,بیكلمیش/bīklamīsh）…名称は不明だが、チンギス・カン家の女性を娶る
      - シーラップ・キュレゲン（Širap ＞沙藍/shālán,شیراپ/shīrāp）…名称は不明だが、チンギス・カン家の女性を娶る
      - エメゲン・カトン（Emegen qatun ＞امكان خاتون/āmkān khātūn）…アリクブケ家のメリク・テムルに嫁ぐ

    - エルチクミシュ・カトン（Elčiqmiš qatun ＞یلجیقمیش خاتون/īljīqmīsh khātūn）…トルイ家のアリクブケに嫁ぐ
    - クイク・カトン（Küik qatun ＞كویك خاتون/kūīk khātūn）…トルイ家のフレグに嫁ぐ
    - オルガナ・カトン（Orγana qatun ＞اورقنه خاتون/ūrqana khātūn）…チャガタイ家のカラ・フレグに嫁ぐ
    - クチュ・カトン（Küčü qatun ＞كوجو خاتون/kūjū khātūn）…ジョチ家のトクカンに嫁ぐ
    - オルジェイ・カトン（Öiǰei qatun ＞اولجای خاتون/ūljāī khātūn）…トルイ家のフレグに嫁ぐ

  - オグルトトミシュ（Oγul tutmiš ＞اوغول توتمیش/ūghūl tūtmīsh）…トルイ家のモンケ・カアンに嫁ぐ

## 延安公主
1. コルイ・エゲチ公主(Qolui egeči ＞火魯/huŏlŭ,قولوی یکاجی/qūlūy īkājī)…ジョチの娘で、イナルチに嫁ぐ
2. チチェゲン公主(Čičegen ＞闍闍干/shéshégàn,جیجاکان/jījākān)…チンギス・カンの娘で、トレルチに嫁ぐ
3. トクトクイ公主(Toqtoqui ＞脱脱灰/tuōtuōhuī)…クビライ・カアンの孫娘で、トゥマンダルに嫁ぐ
4. □□公主…名前や出自は伝わっていないが、ベクレミシュに嫁ぐ
5. □□公主…名前や出自は伝わっていないが、シーラップに嫁ぐ
6. 延安公主…名前や出自は伝わっていないが、延安王エブゲンに嫁ぐ

### 『元史』に記載のないクドカ・ベキ家に嫁いだチンギス・カン家の女性
1. エルテムル(Eltemür ＞یلتمور/īltīmūr)…トルイの娘で、バルス・ブカに嫁ぐ
2. モングルゲン(Möngülügen ＞منکولوقان/munkūlūkān)…フレグの娘で、チャキル、タラカイ父子に嫁ぐ
3. ノムガン(Nomuγan ＞نوموغان/nūmūghān)…アリクブケの娘で、チョバンに嫁ぐ

## 構成部族

### 四オイラト
- オイラト部
- バルグト部
- オーロト部…旧ナイマン部→後にチョロース部となる
- ケレヌート部…旧ケレイト部

### 八部族連合
17世紀のオイラトは八部族連合であったが、「四（ドルベン）オイラト」と自称していた。
- ホイト部…旧オイラト部
- バートト部…旧オイラト部
- バルグ部…旧バルグト部
- ブリヤート部…旧バルグト部
- ドルベト（モンゴル語版、ロシア語版、中国語版、英語版）部…旧チョロース部（旧オーロト部）
- ジュンガル部…旧チョロース部（旧オーロト部）
- トルグート部…旧ケレヌート部
- ホシュート部…旧ウリヤンハイ三衛

## ダライ・ラマによるオイラトの首長に対する称号と印章の授与
1620年代から1630年代半ばにかけてモンゴル南部（内蒙古）の諸侯たちがダイチン国（daicin gurun, 清朝）に服属していった際、残るモンゴル北部（ハルハ）の諸侯たちは、
1. ダイチン国の王家愛新覚羅氏によるハーン（大ハン）位継承（1636年）について、簒奪としてとがめることはせず、友好を計りつつ自立をたもつこと。
2. オイラトとの積年の抗争に終止符をうち、オイラトと対等の立場で講和し、同盟を結ぶこと。
3. チベットのダライ・ラマを団結のシンボルとして擁立・推戴する。

などにより、ダイチン国の圧迫に抗し、自立を保つことを目指した。ハルハ各部の首長たちは、ダライ・ラマから多数の形容詞で修飾したハン号やバートル号を、オイラトの首長たちは、オイラト本国とチベットそれぞれにおいて、ハンやホンタイジ、ジノン、タイジ等の称号を受けるようになった。
※オイラト本国では、ホシュート、ジュンガル、トルグートの首長たちが、交代で順次ハン号を、ジュンガル部の首長が独占的にホンタイジ号をうけた。
| 名                 | 部族       | 称号（チベット語、括弧内はモンゴル語）                           | 時期   |
| ------------------ | ---------- | ---------------------------------------------------------------- | ------ |
| トゥルバイフ       | ホシュート | テンジン・チューキ・ギャルポ（シャジンバリクチ・ノミン・ハーン） | 1637年 |
| オチルト           | ホシュート | セチェン・ギャルポ（シャジンバリクチ・ノミン・ハーン）           | 1666年 |
| ガルダン           | ジュンガル | ガンデン・テンジン・ボショクトゥ・カン                           | 1678年 |
| アユシ（アユーキ） | トルグート | ダイチン・アユシ・カン                                           | 1697年 |

| 名               | 部族       | 称号（チベット語、括弧内はモンゴル語） | 在位                                          |
| ---------------- | ---------- | -------------------------------------- | --------------------------------------------- |
| ホトゴチン       | ジュンガル | バートル・ホンタイジ                   | 1637年 - 1653年                               |
| センゲ           | ジュンガル | ホンタイジ                             | 1653年 - 1670年                               |
| ガルダン         | ジュンガル | ホンタイジ                             | 1671年 - 1678年（1678年から1696年までハーン） |
| ツェワンアブタン | ジュンガル | エルデニ・ジョリクトゥ・ホンタイジ     | 1694年 - 1727年                               |
| ガルダンツェリン | ジュンガル | ホンタイジ                             | 1727年 - 1745年                               |
| ラマダルジャー   | ジュンガル | ホンタイジ                             | 1750年 - 1752年                               |
| ダワチ           | ジュンガル | ホンタイジ                             | 1753年 - 1755年                               |

※チベットではグーシ・ハーン一族のダヤン家（グーシ・ハーンの長子ダヤンの一族）が代々ハン号を独占的に継承し、ドルジ家（グーシ・ハーンの第6子ドルジの一族）、タシ・バートル家（グーシ・ハーンの第10子タシ・バートルの一族）が順次ホンタイジ号を授かった。詳細はグシ・ハン王朝を参照。